# Villar de Rena
Villar de Rena község Spanyolországban, Badajoz tartományban. Villar de Rena Don Benito, Miajadas, Escurial, Campo Lugar és Rena községekkel határos. Lakosainak száma 1323 fő (2024).

## Népesség
A település népessége az utóbbi években az alábbiak szerint változott:
| Lakosok száma | 1680 | 1557 | 1506 | 1457 | 1418 | 1420 | 1411 | 1379 | 1332 | 1323 |
|               | 2001 | 2004 | 2006 | 2009 | 2011 | 2014 | 2016 | 2019 | 2021 | 2024 |